# 妖怪屋敷
『妖怪屋敷』（ようかいやしき）は、カシオ計算機より1986年に発売されたMSX用アクションゲーム。
なお、本項では移植版についても併せて記載する。

## 概要
本作は、主人公「コウジ君」を操作し、妖怪たちが住む「妖怪屋敷」で行方不明になった「リカちゃん」を救うアクションゲームである。

## ゲームシステム
ステージ内にある「おふだ」を5枚あつめ、ボスを倒せばクリアとなる。
武器は懐中電灯から発する光のビームで、これによって敵キャラクターを倒すことが出来る。体力ゲージは懐中電灯の電池ゲージ（「乾電池エネルギー」）となっていてダメージを受けるごとに減少する。アイテムの「電池」を取るごとに電池ゲージの最大値が増える。

## ゲームストーリー
町のはずれに誰も近寄らない古びた屋敷があった。その名も妖怪屋敷。一度足を踏み入れて生きて帰った者はいないという…。ある日、おてんばな女のコ、リカちゃんがお化けの写真を撮ろうと、妖怪屋敷に行ったきり、戻らないという事件が起きた。このことを知った同級生のコウジ君は勇敢にも一人で屋敷に向かった。暗い墓場の奥にある屋敷には、コワイ妖怪がうじゃうじゃ。コウジ君の武器は懐中電灯一本だけ。迷路のような屋敷の中をリカちゃんの残したお札をたよりに、おそろしくて、長～い、妖怪アドベンチャーの旅が始まる。

## アイテム
道中にある行灯を懐中電灯のビームで何度か撃つとアイテムが出現する。
おふだ
1ステージに5枚存在しており、すべて集めることによってボス（親玉妖怪）のもとへ行くことが出来る。
電池
電池ゲージが増える。
ろうそく
電池ゲージが2分の1回復する。
オニギリ
これを持っている状態でおたすけ地蔵の前でしゃがむと電池ゲージが満タンに充電される。
おまもり
一定時間無敵状態。
宝袋
ボーナスアイテム。スコア200点。

## キャラクター

### 味方キャラクター
コウジくん
主人公。男の子。性格は少しひょうきん。
リカちゃん
女の子。少しおてんば。おばけの写真を撮りに行きそのまま行方不明に。

### 敵キャラクター
生首
落ち武者の生首の妖怪。
稲妻ドクロ
大男の亡霊の妖怪。
ガバチョ
やぶれ提灯の妖怪。
メダマンマル
巨大な目玉の妖怪。
妖怪大王
妖怪屋敷の主。

## 移植（ディスクシステム）版
アイレムによって開発され、1987年10月23日にディスクシステム用アクションゲームとして発売された。
移植にあたり、ゲーム内容はオリジナル版を踏襲しつつ、マップ構成の一新、ボスキャラクターの一部刷新、新たな敵キャラクターの追加などの変更が施されている。

## ゲームストーリー
ある町のはずれに「妖怪屋敷」とよばれている古い屋敷があった。その屋敷には、日本中の妖怪がえらいお坊さんによって退治されて、封じこめられていたのだ!!ところが、妖怪を封じこめてある「お札」を、コウジ君と肝試しにきていたリカちゃんがはがしてしまったから、大変!!よみがえってしまった妖怪に、リカちゃんは屋敷の中にさらわれてしまった!! 大好きなリカちゃんをさらわれたコウジくん、たったひとつの武器の懐中電灯をにぎりしめて、屋敷の中にのりこんでいった。屋敷の中はおそろしい迷路になっているけど、リカちゃんを助けられるのはコウジくんだけだ。ガンバレ!!

## アイテム
道中にある行灯や灯篭を懐中電灯のビームで何度か撃つとアイテムが出現する。
おふだ
1ステージに5枚存在しており、すべて集めることによってボスのもとへ行くことが出来る。
電池
電池ゲージが増える。
オニギリ
取得した状態で地蔵に重なってしゃがむと電池ゲージが満タンになる。
ローソク
電池ゲージ1本の半分を充電する。
これを持っている状態で地蔵の前でしゃがむと電池ゲージが満タンに充電される。
勝栗（かちぐり）
一定時間無敵状態になれる。
タマト
懐中電灯ビームの射程の長短を調整できるようになる。重ねて取ると貫通力が付加される。
お守り。
敵の攻撃から身を守れる
タンマ
将棋の駒の形をしたアイテム。一定時間、敵の動きを止める。
キンチャク
得点アイテム。1000点入手。

## キャラクター

### 味方キャラクター
コウジくん
主人公。男の子。
リカちゃん
妖怪屋敷に捕らわれてしまった女の子。

### ボスキャラクター
生首 菊之助（きくのすけ）
ステージ1のボス。空飛ぶ生首の妖怪。
テケテン
ステージ2のボス。獅子舞の妖怪。
げっぷ
ステージ3のボス。三つ目入道の妖怪。
武者入道（むしゃにゅうどう）
ステージ4のボス。鎧武者の亡霊の妖怪。
のろい
ステージ5のボス。鬼のような「般若道士」の妖怪。
ばちあたり
ステージ6のボス。妖怪大魔王。大仏のような姿をしている妖怪。